# Thomas Massie
Pour les articles homonymes, voir Massie.
Thomas Harold Massie, né le 13 janvier 1971 à Huntington (Virginie-Occidentale), est un homme politique américain. Membre du Parti républicain, il représente le Kentucky à la Chambre des représentants des États-Unis depuis 2012.

## Biographie

### Études et carrière professionnelle
Né en Virginie-Occidentale, Massie fréquente le lycée du comté de Lewis dans le Kentucky voisin. Il étudie au Massachusetts Institute of Technology, dont il est diplômé d'un baccalauréat universitaire en sciences en 1993 et d'un master en sciences de 1996.
Après ses études, il fonde sa société avec sa petite-amie de lycée Rhonda, également diplômée du MIT. SensAble Technologies vend des produits donnant aux utilisateurs d'ordinateurs la sensation de toucher des objets présents à l'écran, notamment utiles pour les étudiants en médecine. Le couple revend la société au début des années 2000 et retourne dans le Kentucky. 
En 2010, Thomas Massie est élu juge-exécutif (en) du comté de Lewis, c'est-à-dire chef du pouvoir exécutif du comté, après avoir critiqué les choix fiscaux et urbanistiques de ses prédécesseurs.

### Représentant des États-Unis
Lors des élections de 2012, Massie se présente à la Chambre des représentants des États-Unis dans le 4e district du Kentucky, qui comprend les banlieues sud de Cincinnati. Durant la primaire, il reçoit notamment le soutien du sénateur Rand Paul et de plusieurs super PAC qui dépensent des centaines de milliers de dollars en sa faveur : Club for Growth (en), FreedomWorks et surtout Liberty for All. Le représentant sortant, Geoff Davis (en), soutient de son côté la candidature de la représentante locale Alecia Webb-Edgington. Profitant de la vague du Tea Party, il remporte facilement la primaire républicaine avec 45 % des voix, devant Webb-Edgington (29 %) et le juge-exécutif du comté de Boone Gary Moore (15 %). Il est alors assuré d'être élu en novembre dans une circonscription acquise aux républicains,.
Le 6 novembre 2012, Massie est effectivement élu à la Chambre des représentants fédérale pour terminer le mandat de Geoff Davis, démissionnaire, et pour le mandat suivant en rassemblant 62,1 % des voix. Il est réélu en 2014, 2016 et 2018 avec des scores compris entre 60 et 70 % des suffrages.

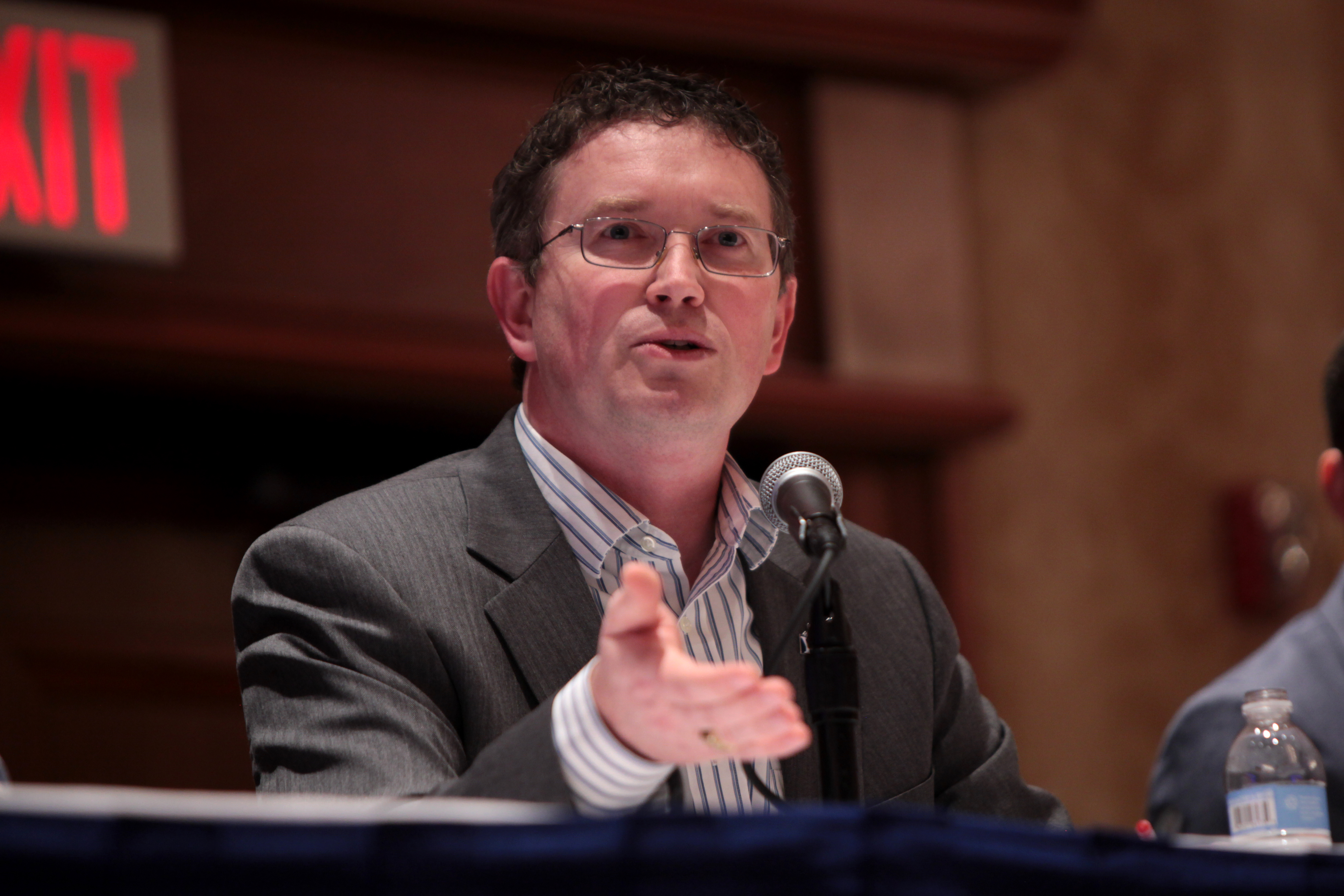
Thomas Massie à la conférence internationale de Students for Liberty à Washington en 2015.

Il publie en décembre 2021 une photographie le montrant avec sa famille devant un sapin de Noël et de nombreuses armes à feu à la main, accompagnée du commentaire : « Joyeux Noël ! PS : Père Noël, apporte des munitions ». Cette photographie, publiée quelques jours après la fusillade du lycée d'Oxford, provoque une polémique.
Il est la cible d’une violente campagne publicitaire menée contre lui par l'Aipac (American Israel Public Affairs Committee), le plus grand lobby pro-Israël aux États-Unis, lors des primaires républicaines de 2024. « Israël et la Terre sainte sont attaqués : par l'Iran, par le Hamas, par le Hezbollah et par le congressman Tom Massie », selon les publicités qui cherchent sa chute politique. Il remporte néanmoins la primaire avec plus de 76 % des voix et est ensuite réélu sans opposant le 5 novembre suivant. 
En janvier 2025, il est le seul élu républicain à s'opposer à la réélection de Mike Johnson comme président de la Chambre des représentants pour le 119e congrès.

## Prises de position
Massie est un conservateur à tendance libertarienne. 
Au Congrès, il est parfois surnommé « Mr. No » (« monsieur Non ») en raison de son opposition régulière à des propositions faisant consensus au sein de la classe politique américaine, comme la résolution soutenant les droits de l'homme à Hong Kong ou la proposition de loi visant à faire du lynchage un crime fédéral. En mars 2022, il est l'un des huit seuls représentants à voter contre la suspension des relations commerciales avec la Russie.
Sur les questions de guerre et de paix, il se range souvent du côté des progressistes, s'opposant à l'interventionnisme militaire américain et aux programmes d'aide militaire aux pays étrangers, y compris Israël. Il a aussi refusé de voter des résolutions soutenant le gouvernement de Benyamin Netanyahou dans la guerre à Gaza, ce qui a été très critiqué.
Lors des primaires républicaines pour l'élection présidentielle de 2024, il apporte son soutien à Ron DeSantis. Il se déclare ensuite en faveur de Donald Trump en vue de l'élection générale.